# Спаркен
Спаркен — скейт-парк біля корпусу Хамнмагазінет і річки Умеельвен в центрі міста Умео. Парк розташований прямо під Тегсброном, що приймає E4 і E12 через річку. Парк становить близько 20 метрів завширшки і 120 метрів в довжину. Назва парку походить від імені конкурсу. Основні особливості парку були розроблені референтною групою та канадської конструкцією. Компанія New Line Skateparks INC склали остаточний дизайн. Парк побудований повністю з бетону, з так званими рейками і оточуючим парканом. Парк був закінчений у 2009 році як перша складова частина великого інфраструктурного проекту перебудови більшої частини центру міста в Умео під назвою «Місто між мостами» (Staden mellan broarna). Парк виграв премію Шведської асоціації архітектури Верхньої Норрланд в 2012 році.

## Зображення

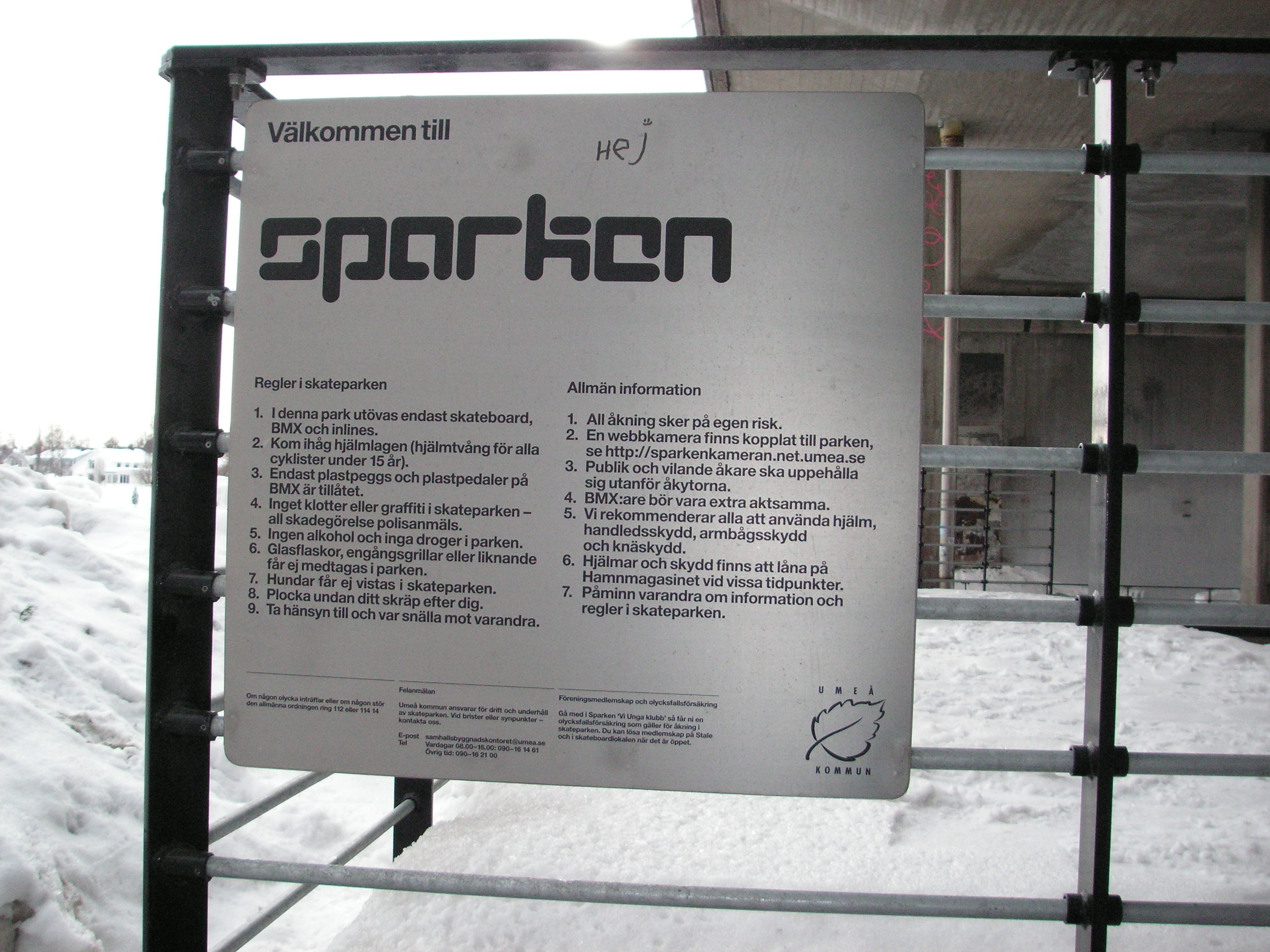
Вхід в парк з правилами використання.
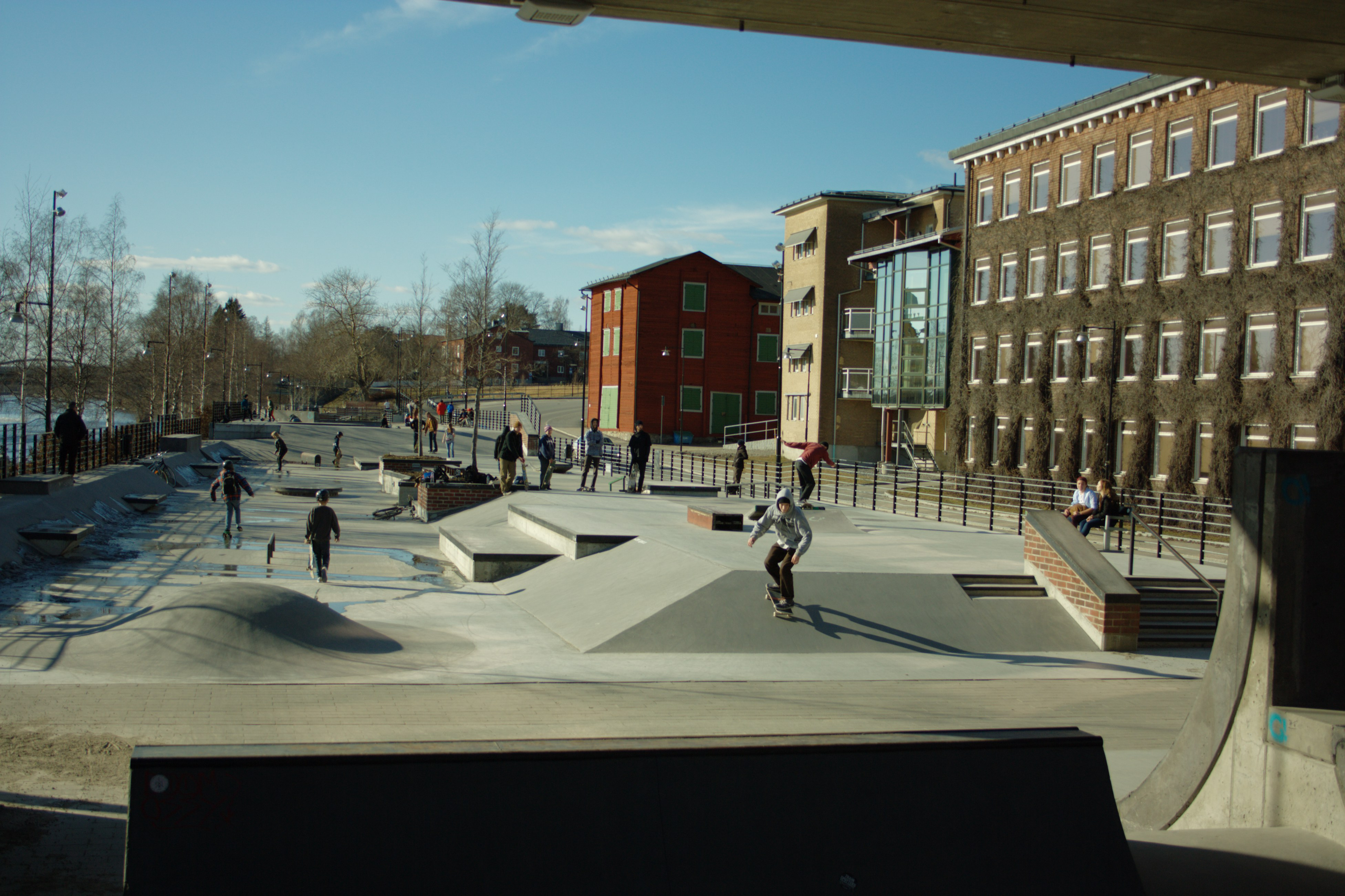
Фотографія парку. Березень 2014 року.
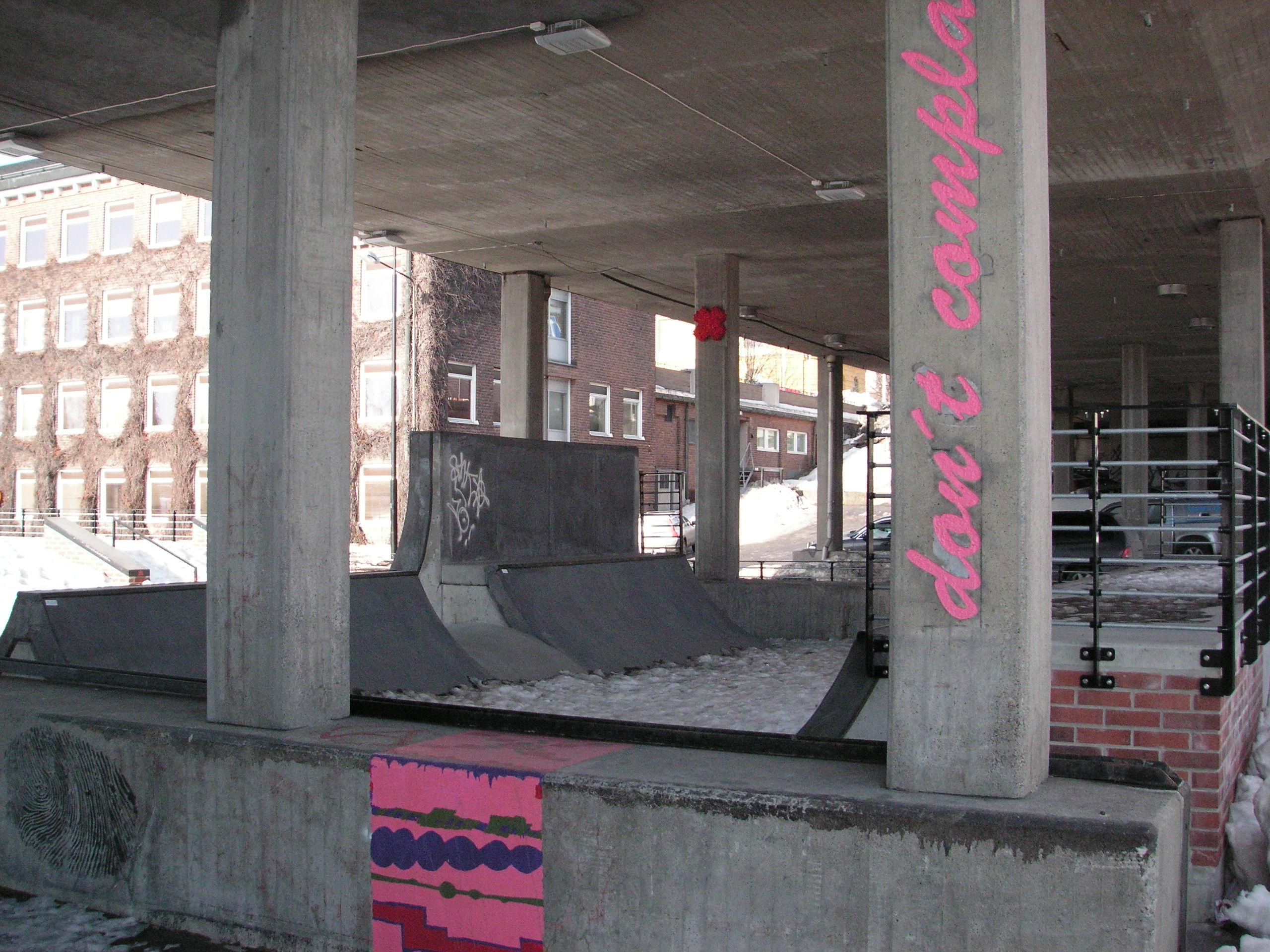
Парк взимку 2011 року.
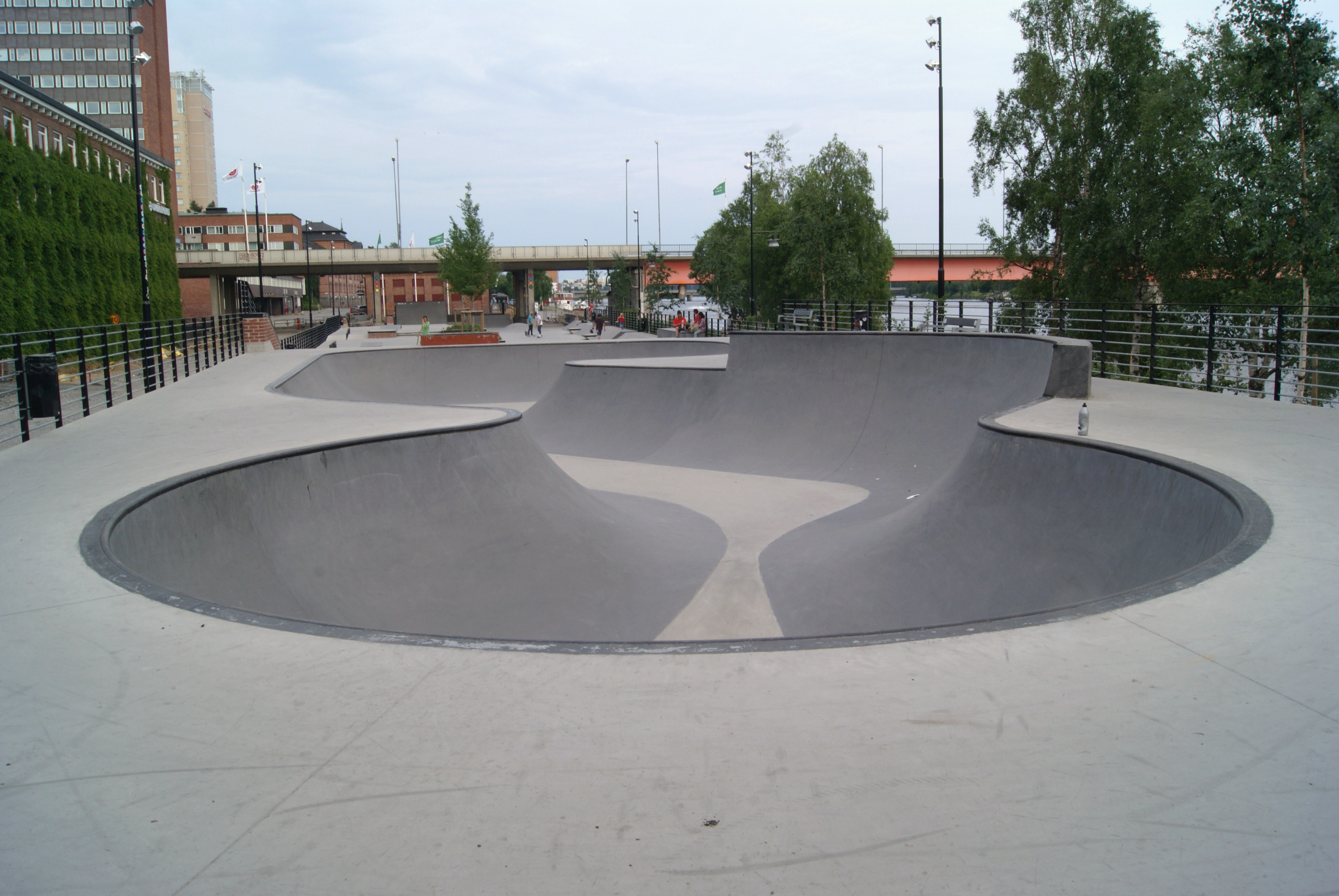
Парк влітку 2011 року.